# José María Rivas
José María Rivas   (San Salvador, 12 de maig de 1958 - 9 de gener de 2016) fou un futbolista salvadorenc de la dècada de 1980.
Fou 105 cops internacional amb la selecció del Salvador.
Pel que fa a clubs, destacà a Atlético Marte.